# Carmen Carrera
Carmen Carrera (Elmwood Park, 13 aprile 1985) è una modella e personaggio televisivo statunitense transgender di origini portoricane e peruviane.
Carrera viene ricordata per la sua partecipazione ai programmi televisivi RuPaul's Drag Race e RuPaul's Drag U, e per il suo attivismo a sostegno dei diritti LGBT.

## Biografia
Carrera è nata a Elmwood Park, nel New Jersey. Nel 2011, apparve nella terza stagione del reality show televisivo, RuPaul's Drag Race. Carrera divenne la seconda concorrente nella storia dello show (dopo Shangela, che aveva partecipato alla stessa edizione di RuPaul's Drag Race) a rientrare nel cast dopo essere stata eliminata. Durante lo show, Carrera faceva parte delle cosiddette Heathers (un nome tratto dall'omonimo film del 1988) insieme a Raja, Manila Luzon e Delta Work. Carrera venne eliminata nel corso della decima puntata RuPaul-a-Palooza, quando si esibì con una cover reggae di Superstar di RuPaul durante la gara di lip-sync. I giudici Michelle Visage, Santino Rice e Billy Brasfield permisero però a Carrera di rientrare nello show durante il dodicesimo episodio Jocks in Frocks. Carrera venne però eliminata al termine della sfida, in cui doveva fare un makeover su uno sportivo eterosessuale, al quale applicò il suo caratteristico stile provocatorio.
Nel corso di un progetto artistico consistente in una serie di finti annunci pubblicitari apparsi nel numero di novembre del 2011 di W, Carrera venne fotografata assieme al profumo fittizio "La Femme". Durante lo stesso anno, Carrera, Luzon e Shangela apparvero in uno spot televisivo del sito di viaggi Orbitz.
Carrera è anche attiva nella sensibilizzazione e nell'attivismo contro l'AIDS. Dopo essere comparsa in uno spot della Gilead Sciences intitolato Red Ribbon Runway con Luzon, Delta Work, Shangela e Alexis Mateo, l'abito che indossava venne messo all'asta dalla Logo durante la commemorazione della Giornata mondiale contro l'AIDS. Il ricavato venne devoluto alla National Association of People with AIDS.
Carrera apparve nel ruolo del "professore delle drag" in due episodi della seconda stagione di RuPaul's Drag U. Nell'episodio 80s Ladies, fece un restylingalla cantante Stacey Q mirato ad aumentare la fiducia in se stessi. Carrera apparve nel video musicale di Take My Pain Away dell'artista Lovari.
In un episodio di Primetime: What Would You Do? andato in onda il 4 maggio 2012, Carrera veste i panni di una cameriera di una tavola calda del New Jersey che era un tempo un uomo di nome Christopher. Durante l'episodio, un attore che interpreta un cliente di lunga data del locale e amico di Christopher, biasima la cameriera per il suo cambio di sesso. Nonostante ciò, lei riesce a trovare il sostegno di altri clienti presenti. Quell'episodio fu la prima occasione in cui Carrera dichiarò di essere apertamente transgender.
Carrera accettò di prendere parte all'episodio Bar Mitzvah, Beads & Oh Baby! de Il boss delle torte, trasmessa l'11 giugno 2012, per lanciare dei messaggi a favore delle persone transgender, ma venne coinvolta inconsapevolmente in uno scherzo assieme ad Anthony Bellifemine, cugino del conduttore del programma Buddy Valastro. Durante un appuntamento romantico fra Carrera e Bellifemmine organizzato da Valastro, quest'ultimo dichiarò al cugino, ignaro della transessualità di Carrera, che lei "è un uomo". In seguito alla messa in onda dell'episodio, Carrera pubblicò uno stato su Facebook in cui dimostrò di essere indignata per il trattamento ricevuto:
In seguito, Valastro scrisse un messaggio di scuse rivolto a Carrera e alla comunità LGBT:
Il giorno seguente dalla trasmissione della puntata, il 12 giugno 2012, la TLC annunciò che Bar Mitzvah, Beads & Oh Baby! venne temporaneamente censurato a tempo indeterminato, e che verrà ritrasmesso in futuro con alcune modifiche.
Venne lanciata una petizione affinché Carrera fungesse da modella durante il Victoria's Secret Fashion Show del 2013. Tuttavia, nonostante la copertura mediatica e le circa 45.000 firme ottenute, l'iniziativa si rivelò un insuccesso.

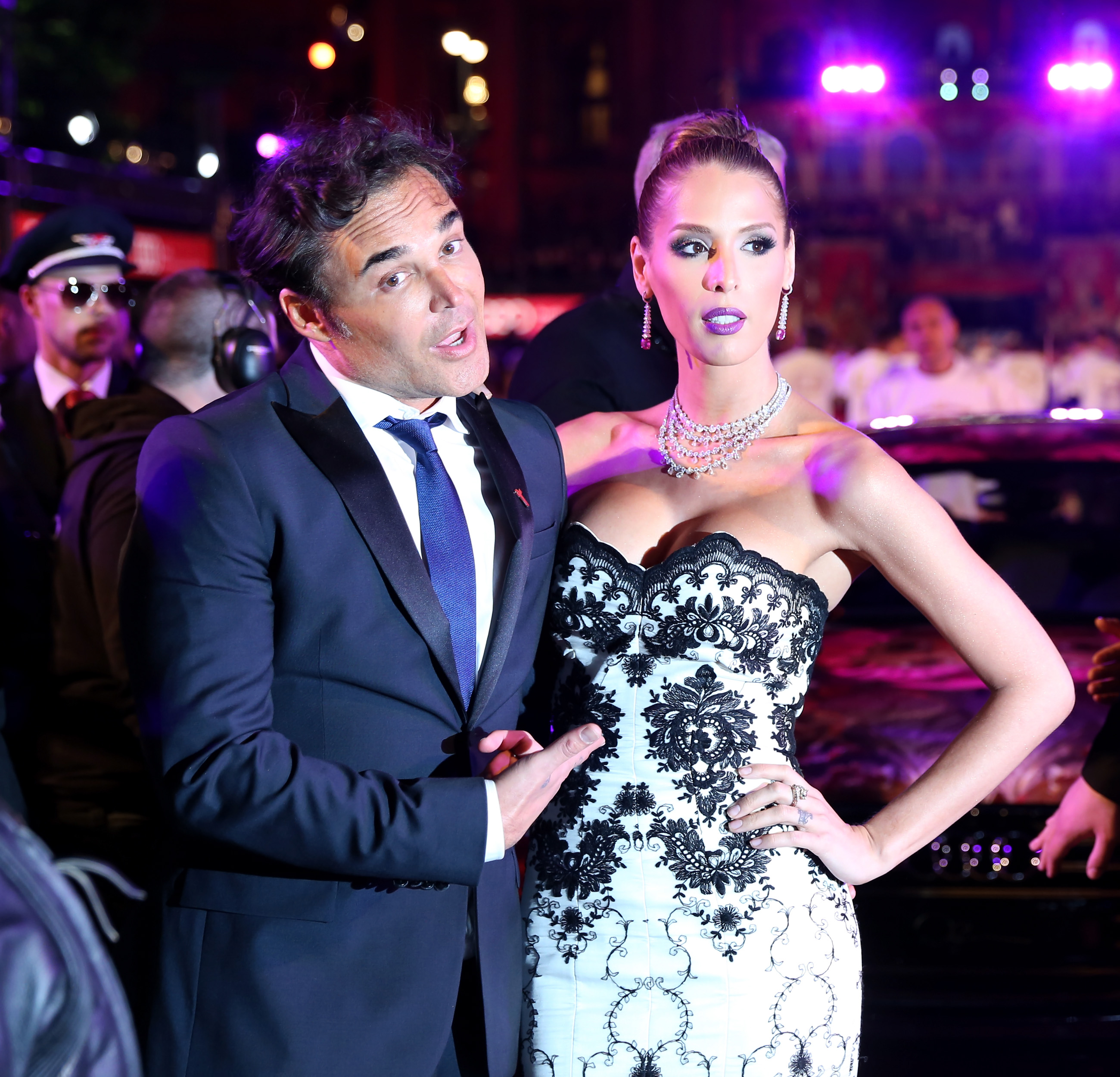
Carrera e David La Chapelle al Life Ball 2014

Carrera appare in due fotografie di David LaChapelle scattate in occasione del Life Ball 2014. In ciascuna di esse lei presenta genitali diversi per rappresentare l'offuscamento dell'identità di genere.
Nel 2014, Carrera venne inserita nell'elenco annuale 40 under 40 di The Advocate, e fece un cameo nell'episodio pilota di Jane the Virgin.
Sempre nel 2014, Carrera apparve sulla copertina del volume che celebra il quinto anniversario della rivista Candy insieme ad altre tredici donne transgender: Janet Mock, Laverne Cox, Geena Rocero, Isis King, Gisele Alicea, Leyna Ramous, Dina Marie, Nina Poon, Juliana Huxtable, Niki M'nray, Pêche Di, Carmen Xtravaganza e Yasmine Petty.
Fra il 2014 e il 2015, la modella accusò più volte RuPaul di aver usato termini transfobici. Durante il mese di marzo del 2014, la modella biasimò RuPaul per aver usato il peggiorativo shemale, che identifica le transessuali, durante un episodio di RuPaul's Drag Race. RuPaul venne nuovamente rimproverato da Carrera durante l'anno seguente, il che spinse la Logo a censurare il gioco Female or SheMale da DragRace. Da quel momento, RuPaul iniziò a usare la parola tranny, vezzeggiativo di transgender, al posto di shemale. Queste e altre invettive a lui rivolte spinsero alcuni a dichiarare che stava "sputando nel piatto che le era stato offerto". Carrera dichiarò che, pur avendo apprezzato l'opportunità di competere in DragRace grazie a RuPaul, si era guadagnata quella posizione grazie alla sua volontà, e al sostegno del suo agente, degli amici, dei fan e della famiglia, e che non era obbligata ad approvare il linguaggio transfobico di lui.

## Vita privata
Dal 2009 Carrera iniziò una relazione sentimentale con Adrian Torres. Dopo essersi separati nel 2013, i due tornarono insieme nel 2015, e si sottoposero a una consulenza relazionale mentre prendevano parte al programma televisivo Couples Therapy. I due si sposarono il 10 giugno 2015, durante le riprese dello spettacolo, andato in onda come finale di stagione il 9 dicembre di quell'anno.
Carrera si considerava inizialmente un uomo gay, e continuò a presentarsi come tale durante le riprese della terza stagione di RuPaul's Drag Race, ma iniziò la sua transizione di genere dopo il termine delle riprese.

## Filmografia

### Cinema
- Dove eravamo rimasti, 2015
- Sauvage: Resort 2019 Full Fashion Show, 2018
- L'ultima ora, 2018

### Televisione
- Jane the Virgin, 2014
- Beautiful, 2015

### Videoclip
- Take My Pain Away – Lovari, 2009
- Go Fish – Manila Luzon, 2019

## Programmi televisivi
- RuPaul's Drag Race (2011)
- RuPaul's Drag U (2011)
- Primetime: What Would You Do? (2012)